# Зиппи Терт
Зиппи Терт (англ. ZP «Zippy» Theart, 27 мая 1975 года в Клэнвиллиаме, ЮАР) — южноафриканский музыкант, наибольшую известность получил, как вокалист британской пауэр-метал группы DragonForce.

## Биография
В 1999 году он встретил гитаристов Сэма Тотмана и Германа Ли и вскоре был приглашен в их группу DragonHeart, позднее переименованную в DragonForce.
В 2001 году Терт принимает участие в записи демоальбома группы Power Quest, основанной ушедшими из DragonForce клавишником Стивом Уильямсом и басистом Стивом Скоттом. Также он поёт на демоальбоме музыкального проекта Сэма Тотмана "Shadow Warriors".
Вместе с DragonForce Зиппи Терт записал четыре студийных альбома. 8 марта 2010 года было объявлено, что он покидает группу из-за «неразрешимых противоречий в музыкальных взглядах». Зиппи Терт заявил впоследствии, что не сожалеет об этом решении.
Концертный альбом Twilight Dementia выходит уже после его расставания с группой.
Первой группой Терта(после ухода из Dragonforce) была британская группа Easy Voodoo.
После ухода из DragonForce Зиппи Терт создал собственную группу I Am I. Дебютный альбом группы Event Horizon вышел 26 мая 2012 года.

## Становление музыканта
Среди групп повлиявших на него Терт выделяет Bon Jovi, Iron Maiden, Helloween, Judas Priest, Metallica, Megadeth, Skid Row, Tesla. А также такие жанры как хард-рок, софт-рок и глэм-рок.

## Дискография

### DragonForce
- 2000 — Valley of the Damned (демо)
- 2003 — Valley of the Damned
- 2004 — Sonic Firestorm
- 2006 — Inhuman Rampage
- 2008 — Ultra Beatdown
- 2010 — Twilight Dementia

### Power Quest
- 2001 — Power Quest Demo (демо)

### Shadow Warriors
- 2001 — Power of the Ninja Sword (демо)

### I Am I
- 2012 — Event Horizon